# Figurenschraube
Eine Figurenschraube ist ein Hilfswerkzeug für Holzbildhauer zum Fixieren eines Werkstückes.
Eine Figurenschraube besteht aus zwei Teilen: 
- der Schraube mit zwei verschiedenen Gewinden, einem konischen Holzgewinde und einem Metallgewinde, siehe Stockschraube
- einer Flügelmutter.

Große Flügelmuttern besitzen teilweise einer quadratischen Öffnung am Ende eines Flügels mit deren Hilfe die Schraube in das Loch im Boden des Werkstückes gedreht werden kann, sofern das Ende der Schraube als Vierkant ausgebildet ist.

## Anwendung
Auf der Standfläche des Werkstückes wird am Boden ein Loch gebohrt, idealerweise mit einem Schneckenbohrer für ein konisches Bohrloch. In dieses wird die Figurenschraube eingeschraubt. 
Das Werkstück mit der eingesetzten Schraube in der Standfläche wird in ein Bankhakenloch einer Hobelbank oder in ein Loch des Schnitzgalgens eingeführt und mit der Flügelmutter befestigt, dabei kommen Beilagscheiben und Beilagklötze zum Einsatz. Um die Figur zu drehen, wird die Flügelmutter leicht gelöst, neu positioniert und wieder fixiert.
Für unterschiedlich große Figuren werden verschieden dimensionierte Figurenschrauben verwendet.

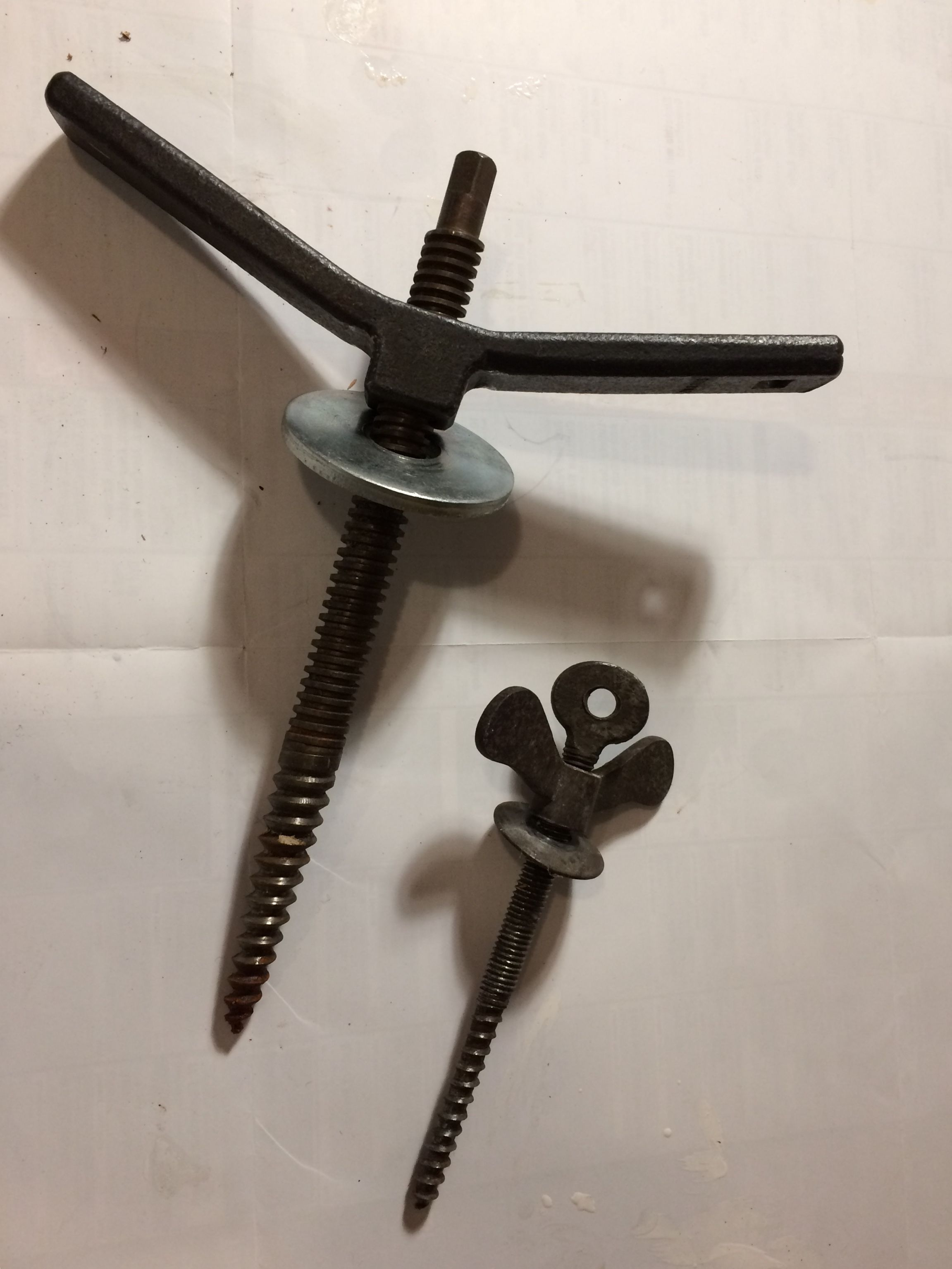
Figurenschrauben
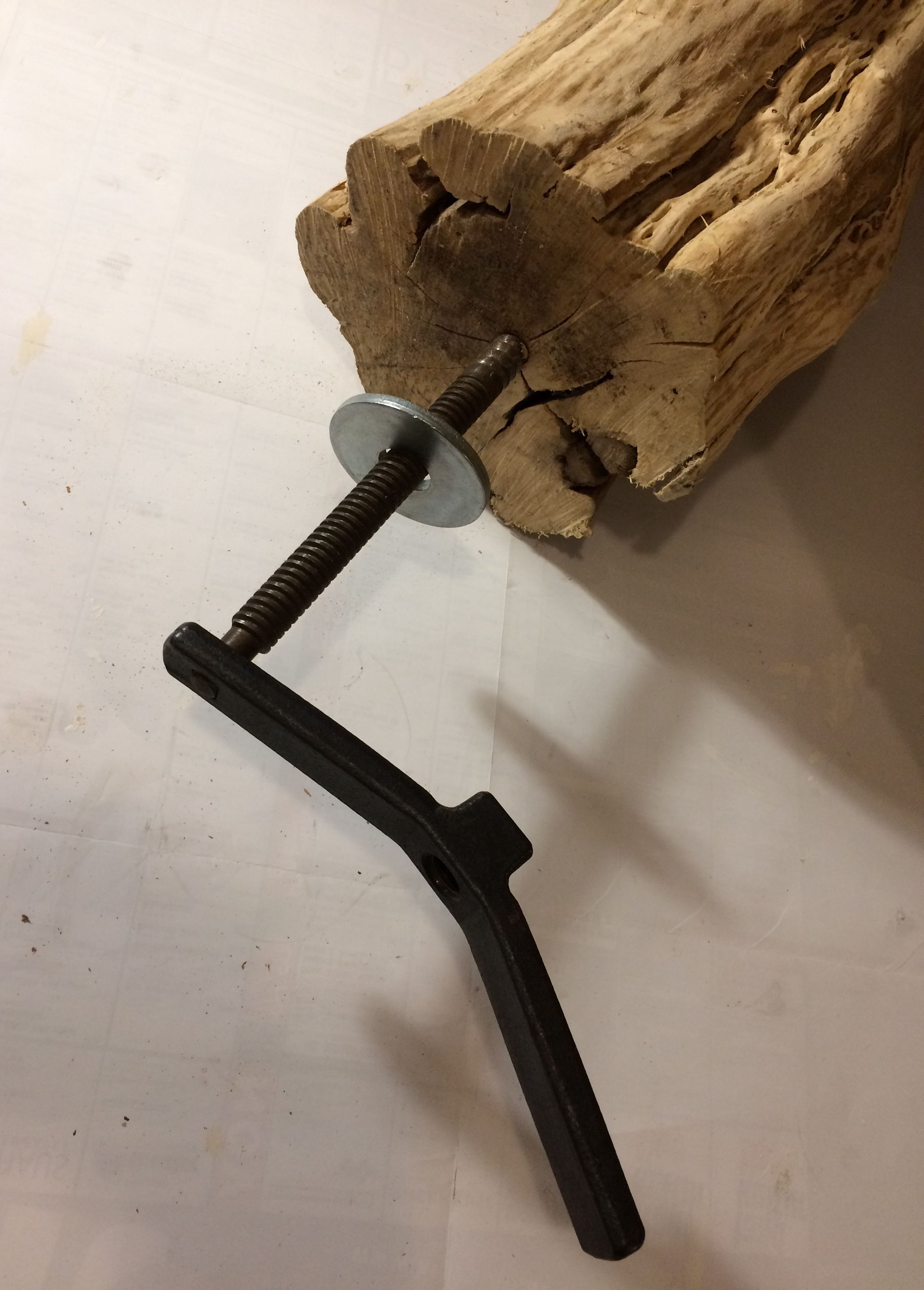
Fixieren im Werkstück
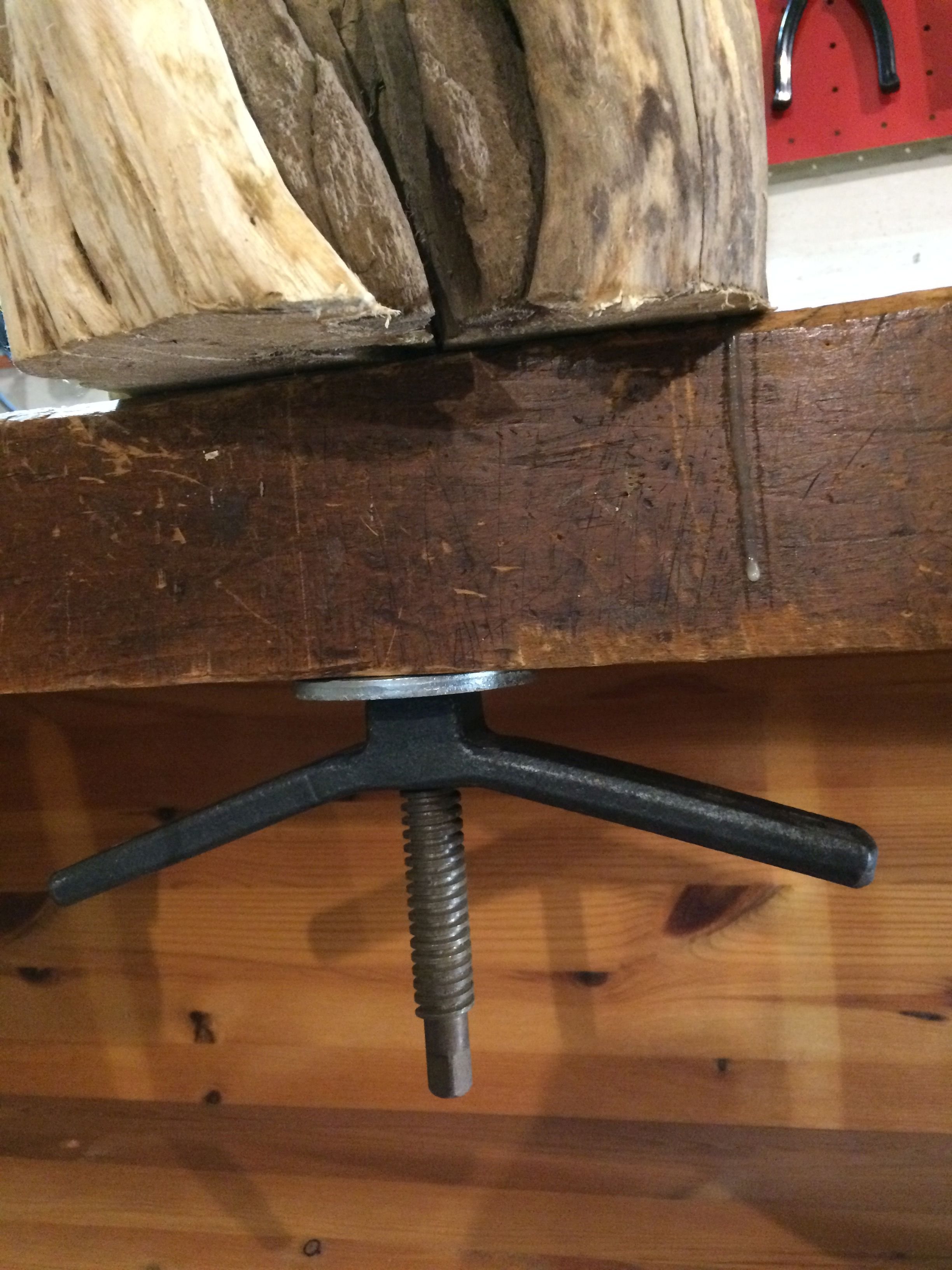
Mit Figurenschraube fixiertes Werkstück auf einer Hobelbank

## Einzelnachweis
1. ↑  Gert Lindner, Irmgard Kanold, Maria Lüdecke, Ursula Suhr, Else Tümmel, Friedrich Engelmann, Ulrich Viering: Freude am Werken. Mosaik Verlag München, München 1976, ISBN 3-570-01296-4, S. 105.